# 你败坏了爱的名声
〈你败坏了爱的名声〉（You Give Love a Bad Name）等，是美國搖滾樂團邦·喬飛（英語：Bon Jovi），在1986年7月發行的單曲，這首單曲獲得美國告示牌1週冠軍，成為該團首支全美冠軍單曲。

## 內容

### 歌曲簡介
〈你败坏了爱的名声〉收錄於邦·喬飛樂團（英語：Bon Jovi）第三張錄音室專輯《難以捉摸》（英語：Slippery When Wet），也是從這張專輯中推出的首支單曲。瓊·邦·喬飛也參與〈你败坏了爱的名声〉創作，雖然整首歌曲是採硬式搖滾曲風，但卻是一首不折不扣的情歌，歌詞中描述對於愛人的抱怨以及不滿，甚至已經到了傷心絕望的地步，歌曲中充滿對愛情失望的負面情緒。

### 商業成績
〈你败坏了爱的名声〉出自邦·喬飛樂團第三張專輯，在此之前該樂團尚未擁有一首Top 20單曲。〈你败坏了爱的名声〉在1986年7月底發行單曲，9月6日進入告示牌單曲榜，首週成績為第93名，該單曲在進榜後名次持續向上攀升，終於在1986年11月29日登上單曲榜榜首，成為邦·喬飛樂團首支全美冠軍單曲。〈你败坏了爱的名声〉在榜內共停留24週，在1986年告示牌年終單曲榜中位居第30名。
〈你败坏了爱的名声〉在英國單曲榜獲得第14名。

### 樂壇紀錄
〈你败坏了爱的名声〉不但是邦·喬飛樂團首支全美冠軍單曲，同時也為該樂團晉身成為1980年代搖滾天團拉開序幕，邦·喬飛樂團從1986年開始，連續四年都締造全美冠軍單曲。〈你败坏了爱的名声〉的成功出擊為下一首冠軍單曲〈祈禱為生〉（Livin' on a Prayer）奠定基礎，成為邦·喬飛樂團最廣為人知的兩大名曲。

## 資料來源
1. ↑  .   [2016-06-01]. （原始内容存档于2016-07-31）.
2. ↑  .   [2016-06-01]. （原始内容存档于2016-05-07）.
3. ↑  .   [2016-06-01]. （原始内容存档于2017-01-28）.
4. ↑  .   [2016-06-01]. （原始内容存档于2019-11-29）.
5. ↑  .   [2016-06-01]. （原始内容存档于2016-05-28）.